# Magyarország mocsári és lápi növényzete

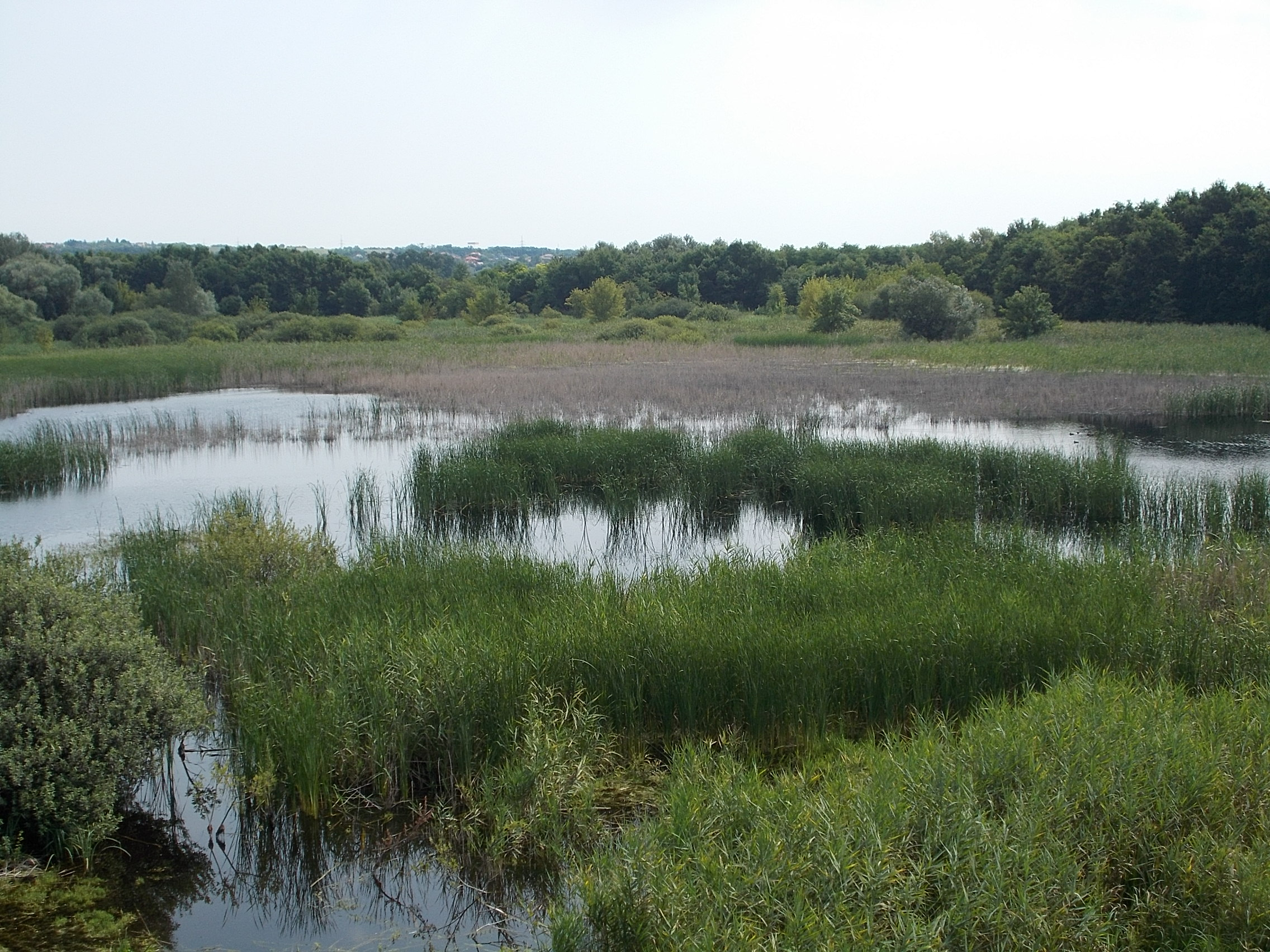
A Merzse-mocsár

Magyarország mocsári és lápi növényzetéről beszélve igen változatos élőhelyeket foglalunk össze közös kategóriába. Kiterjedésük és gazdasági jelentőségük egyaránt nagy, az ember hosszú ideje gazdálkodásba vonta és tanulmányozza őket. Mindebből következően a lápok és mocsarak tudományos meghatározásai és népi nevei gyakran különböző tartalmakat jelölnek, azaz a használt fogalmakat mindig pontosan meg kell határozni.

## Mocsár és láp
A mocsár szó a köznyelvben általában jelent mindenféle kiterjedt, állandó nyílt víztükör nélküli vizenyős területet (így a lápokat is). Geobotanikai jelentése ennél szűkebb: olyan vizenyős élőhely, amely nem képződik tőzeg (vagy ha igen, az rendszeresen el is bomlik).
A láp élő rendszerei tőzeget halmoznak fel úgy, hogy a folyamatosan vastagodó tőzegrétegek növekedése és (bomlás vagy erózió okozta) fogyása hosszú távon egyensúlyba kerül. A láp tehát együtt jelenti a növénytakarót és a belőle képződő tőzeget.
A lápokat többnyire alakjuk és felületi mintázatuk alapján osztályozzák. Három csoportjuk:
- síkláp (angolul fen, németül Niedermoor),
- dagadóláp (angolul bog, németül Hochmoor),
- átmeneti láp (ombro-minerogén láp).

A dagadólápok vize és tőzege mindig szélsőségesen savanyú (pH < 4). A síklápok vize a bázikustól a mérsékelten savanyúig változik. Az átmeneti lápok formailag a síklápokra hasonlítanak, de igen savanyúak, mert tőzegmohaszőnyeg borítja őket. A dagadólápok tőzegfelülete (amint erre nevük is utal) a környék talajvízszintje fölé emelkedik, a síklápok tőzegfelszíne viszont ez alatt marad. A síklápok vize túlnyomórészt a láp határán kívülről származik, míg a dagadólápoknak tipikus esetben nincs vízgyűjtő területe, és csak a közvetlenül a láp felületére eső víz befolyásolja őket. A síklápokat régebben a rétlápnak (németül Wiesenmoor) is nevezték, különösen a földrajzi-földtani szakirodalomban.

## Vízkedvelő növények
A vízi életmódhoz  igen sokféle, rendszertanilag meglehetősen távol álló családok növényei és igen különböző módokon alkalmazkodtak. Szűkebb értelemben vízi (hidrofiton) növényeknek a víz felszínén vagy alámerülten lebegő, illetve legyökerező hínárokat nevezzük. Ezek hazai társulásait önálló cikkben (Magyarország vízi növénytársulásai) ismertetjük.
A mocsári (helofiton) növények időszakosan vagy hosszabb ideig vízzel borított talajon nőnek.
A vízigényes (pontosabban: nedvességigényes, higrofiton) növények nedves talajon élnek. Éppen ezért jellemző rájuk a nagy vízfelvétel és az erős párologtatás; szöveteik felépítése laza.

## Társulástani felosztása
A kategóriában hat társulástani osztályt különböztetünk meg:
- atlanti-boreális tóparti gyepek (Isoëto-Litorelletea Br.-Bl. & Vlieger, 1937),
- törpekákás iszaptársulások (Isoëto-Nanojuncetea Br.-Bl. & R. Tx. ex Westhoff & al., 1946),
- nádasok és magassásosok (Phragmiti-Magnocaricetea Klika in Klika & Novák, 1941),
- forrásgyepek (Montio-Cardaminetea Br.-Bl. & R. Tx., 1943),
- tőzegmohás síklápok és dagadólápok semlyéktársulásai (Scheuchzerio-Caricetea fuscae R. Tx., 1937),
- dagadólápok (Oxycocco-Sphagnetea Br.-Bl. & R. Tx. ex Westhoff & al., 1946).